# 와일드 암즈
《와일드 암즈》(Wild ARMs로 표기)는 미디어.비전이 개발하고 소니 컴퓨터 엔터테인먼트가 배급하는 미디어 프랜차이즈이다. 1996년 플레이스테이션으로 발매된 게임 《와일드 암즈》를 시작으로 롤플레잉 비디오 게임 위주로 전개됐다. 그 외에 장난감, 만화, 애니메이션 등이 제작됐다.

## 작품 목록

### 비디오 게임
- 《와일드 암즈》 (1996)
- 《와일드 암즈 2》 (1999)
- 《와일드 암즈 3》 (2002)
- 《와일드 암즈 얼터 코드: F》 (2003)
- 《와일드 암즈 4》 (2005)
- 《와일드 암즈 5》 (2006)
- 《와일드 암즈 XF》 (2007)

## 참조

### 내용주
1. ↑  영어: Wild Arms, 일본어: ワイルドアームズ